# Lauren Perry
Lauren Perry, née le 29 mars 1996, est une coureuse cycliste australienne. Spécialisée dans les disciplines d'endurance sur piste, elle est championne du monde de poursuite juniors en 2013, championne d'Océanie du scratch en 2015 et championne d'Australie de poursuite par équipes et de scratch en 2015.

## Palmarès

### Championnats du monde
- Glasgow 2013
  -  Championne du monde de poursuite juniors
  -  Médaillée de bronze de la poursuite par équipes juniors
- Gwangmyeong 2014
  -  Médaillée de bronze de la poursuite juniors

### Championnats d'Océanie
- 2012
  -  Médaillée de bronze de la poursuite par équipes
- 2014
  -  Médaillée d'argent de la poursuite par équipes
- 2015
  -  Championne d'Océanie du scratch
  -  Médaillée d'argent de la poursuite par équipes
- 2017
  -  Médaillée d'argent de la poursuite par équipes
- 2019
  -  Médaillée de bronze de la poursuite par équipes
- 2025
  -  Médaillée de bronze de la vitesse par équipes

### Championnats nationaux
- Championne d'Australie de poursuite par équipes en 2015 (avec Georgia Baker, Amy Cure, Macey Stewart)
- Championne d'Australie du scratch en 2015 et 2020